# Publius Iuventius Celsus
Pour les articles homonymes, voir Celse.
Publius Iuventius Celsus Titus Aufidius Hoenius Severianus (v.67-v.130) est un jurisconsulte romain, considéré avec Publius Salvius Iulianus comme le plus influent juriste de son époque.

## Biographie
Fils du jurisconsulte Pegasus Celsus, il est comme son père chef de l'école proculienne de juristes, qui s'oppose à l'école sabinienne.
Préteur (106 ou 107) cité par une lettre de Pline le Jeune, il devient en 114/115 gouverneur de la Thrace puis, en 115, consul et proconsul d'Asie (129/130).
Il conspire contre Domitien. En faveur sous Nerva et Trajan, il devient l'ami d'Hadrien et fait partie de son consilium.

## Œuvres
Toutes ses œuvres sont perdues mais il est de nombreuses fois cité par les légistes jusqu'à Justinien. Il nous est connu les titres suivants : 
- Ius est ars boni et aequi
- Scire leges non hoc est verba earum tenere, sed vim ac potestatem
- Incivile est, nisi tota lege perspecta, una aliqua particula eius proposita iudicare vel respondere
- Impossibilium nulla obligatio est